# Slaget vid Kivinebb
Slaget vid Kivinebb stod mellan Jöns Månsson Ulfsparre, och hans fåtaliga soldater, och en betydligt större rysk armé vid Kivinebb i Karelen den 11 mars 1555. Ulfsparres soldater segrade på grund av den för året stränga vintern och att den svenska enheten hade skidor, varför deras rörlighet var mycket högre. Anledningen till slaget var att ryska styrkor hade gått in över den svenska gränsen för att erövra Finland. Ryssland var redan vid denna tid ett rike som hade förmågan att mobilisera mängder med folk, och en strid på dessa ryska villkor, skulle kunna blivit förödande.
Slaget, om det nu skall kallas så, var en del av Stora ryska kriget som Rysslands tsar Ivan IV "den förskräcklige" (1533–1584) förklarat Sverige. 